# Мус (приток Камы)
Мус — река в России, протекает по территории Калевальского района Карелии. Устье реки находится в 1,4 км по правому берегу реки Камы. Длина реки — 20 км, площадь водосборного бассейна — 74,9 км².
Река в общей сложности имеет восемь малых притоков суммарной длиной 20 км.

## Данные водного реестра
По данным государственного водного реестра России относится к Баренцево-Беломорскому бассейновому округу, водохозяйственный участок реки — Кемь от Юшкозерского гидроузла до Кривопорожского гидроузла. Речной бассейн реки — бассейны рек Кольского полуострова и Карелии, впадает в Белое море.